# Bulbine frutescens
Bulbine frutescens là một loài thực vật có hoa trong họ Thích diệp thụ. Loài này được (L.) Willd. miêu tả khoa học đầu tiên năm 1809.